# Hispidoberyx ambagiosus
Hispidoberyx ambagiosus  es una especie de pez actinopeterigio marino, la única del género monotípico Hispidoberyx que a su vez es el único de la familia monogenérica  Hispidoberycidae. Conocido solamente por cinco especímenes.

## Morfología
Cuerpo redondeado, escamas espinosas, opérculo con una espina larga y robusta, dientes palatinos y vomerinos presentes, aleta dorsal con 4-5 espinas y 10 radios blandos, aleta anal con 3 espinas y 9 radios blandos, 32 a 34 escamas en la línea lateral. La longitud máxima descrita en los pocos especímenes capturados era de 18'1 cm.

## Distribución y hábitat
Se distribuye por el este del océano Índico, frente a las costas de Sumatra y Java, así como en el oeste del Pacífico, en el Mar de la China Meridional. Es una especie marina tropical probablemente bentopelágica, que se encuentra a profundidades desde 560 a 1019 metros.